# Săruturi și focuri de armă
Săruturi și focuri de armă (engleză: Kiss Kiss Bang Bang) este un film din 2005 regizat de Shane Black.

## Distribuție
- Robert Downey, Jr. - Harry Lockhart, a petty thief who successfully auditions for a film to escape police officers
  - Indio Falconer Downey - Harry Lockhart la 9 ani
  - Richard Alan Brown - Harry Lockhart la 16 ani
- Val Kilmer - "Gay" Perry van Shrike
- Michelle Monaghan -  Harmony Faith Lane 
  - Ariel Winter - Harmony Faith Lane la 7 ani
  - Stephanie Pearson - Harmony Faith Lane la 14 ani
- Corbin Bernsen - Harlan Dexter
- Rockmond Dunbar - Mustard
- Dash Mihok - Mr. Frying Pan
- Shannyn Sossamon - The Pink-Haired Girl
- Angela Lindvall - Flicka
- Ali Hillis - Marleah
- Larry Miller - Dabney Shaw